# انجمن داروسازان سیستم سلامت آمریکا
انجمن داروسازان سیستم سلامت آمریکا (ASHP) یک سازمان حرفه‌ای است که نمایندهٔ داروسازانی است که به‌عنوان ارائه‌دهندگان مراقبت از بیمار در بیمارستان‌ها، سیستم‌های بهداشتی، کلینیک‌های سرپایی و سایر محیط‌های مراقبت‌های بهداشتی خدمت می‌کنند. نزدیک به ۵۸۰۰۰ عضو این سازمان شامل داروسازان، دانشجویان داروسازی و تکنسین‌های داروخانه هستند. این انجمن، یک پایگاه دادهٔ ملی در مورد کمبود دارو در ایالات متحده دارد که در وب‌سایت آن منتشر شده‌است.

## هدف
هدف انجمن، حمایت از عملکرد حرفه‌ای داروسازان در بیمارستان‌ها و سیستم‌های بهداشتی است. علاوه بر این، انجمن از سازمان‌های دولتی مانند سازمان غذا و دارو (FDA) و مراکز کنترل و پیشگیری از بیماری‌ها (CDC) در مورد مسائل سیاست عمومی مرتبط با استفاده از دارو و سلامت عمومی پشتیبانی می‌کند.

## انتشارات
- American Journal of Health-System Pharmacy
- AHFS Drug Information Book
- Handbook on Injectable Drugs
- Best Practices for Hospital and Health-System Pharmacy
- ASHP Intersections